# ديك تورنر
ديك تورنر (بالإنجليزية: Dick Turner)‏ هو لاعب كرة قدم ومدرب كرة قدم بريطاني، (ولد في ويلز في المملكة المتحدة 1866  م). لعب مع نادي ريكسهام.